# Панченко, Любовь Михайловна
Любовь Михайловна Панченко  (2 февраля 1938, с. Яблунька (ныне район в городе Буча) Киевской области — 30 апреля 2022, Киев, Украина) — украинская художница-модельер, почётная гражданка города Бучи, лауреат премии им. В. Стуса (2001), член Союза Украинок. Относилась к группе художников-шестидесятников, возрождавших украинскую культуру во времена хрущёвской оттепели.

## Биография
Родилась художница 2 февраля 1938 года в селе Яблунька (с 1966 года — в пределах посёлка Буча, теперь город Буча), в Киевской области.
В конце 1950-х окончила Киевское училище прикладного искусства (отдел вышивания). Впоследствии работала в портняжной мастерской и одновременно расширяла свои горизонты познания искусства, увлеклась линоритом.
В 1968 году поступила на вечернее отделение факультета графики Украинского полиграфического института имени И. Фёдорова.
В 1960-е годы посещала Клуб творческой молодёжи «Современник», стала членом его литературной секции «Ворота».
Любовь Панченко работала в Проектно-конструкторском технологическом институте художником-модельером и в Республиканском доме моделей. К тому времени относится расцвет её яркого таланта: она создает серию акварелей, модели одежды, образцы вышивок, графические заставки для книг, живописные полотна. Многие разработки её вышивок публиковались в журнале «Радянська жінка» («Советская женщина»).
Любовь Панченко отстаивала украинский язык и культуру. Она рисовала писанки, вышивала национальные костюмы для хоров, собирала деньги для помощи политзаключённым, отбывавших наказание «за антисоветскую агитацию и пропаганду». При её участии в Киеве возродилась традиция рождественского колядования и вертепа.
Жила в Лесной Буче.
30 апреля 2022 года, согласно сообщению городского головы города-героя Украины Бучи Анатолия Федорука, Любовь Михайловна отошла в вечность на 85-м году жизни. «Женщина отошла в вечность на 85-м году жизни. Любовь Панченко не смогли сломать в КГБ, но художница очень пострадала во время нового российского нашествия», — отметил Федорук.
Похоронена 2 мая 2022 года в Буче, на Яблунском кладбище, рядом с могилой своего мужа, художника Алексея Олейника.

## Выставки
В 2008 году в Национальном музее литературы Украины экспонировалась юбилейная выставка Любови Панченко — более 150 произведений: живопись, графика, аппликация. Евгений Сверстюк, правозащитник, писатель заметил: «Эти работы явно несут печать гениальности. Она живёт в своём мире, она открывает нам этот мир».
В 2014 году в музее Грушевского в Киеве была представлена экспозиция «Мир мой!».
Сейчас работы Панченко можно увидеть в частных коллекциях её друзей, а также Музее Шестидесятничества в Киеве.